# 台鐵15C8000型篷車
臺鐵15C8000型篷車，是臺灣鐵路管理局所使用的一種鐵路貨車，為兩軸無轉向架的棚车。其輛數位居臺鐵篷車之冠。目前本型車除作為15EC8000型搶修蓬車與15ES8000型工程宿營車外，大多已遭報廢解體。

## 歷史

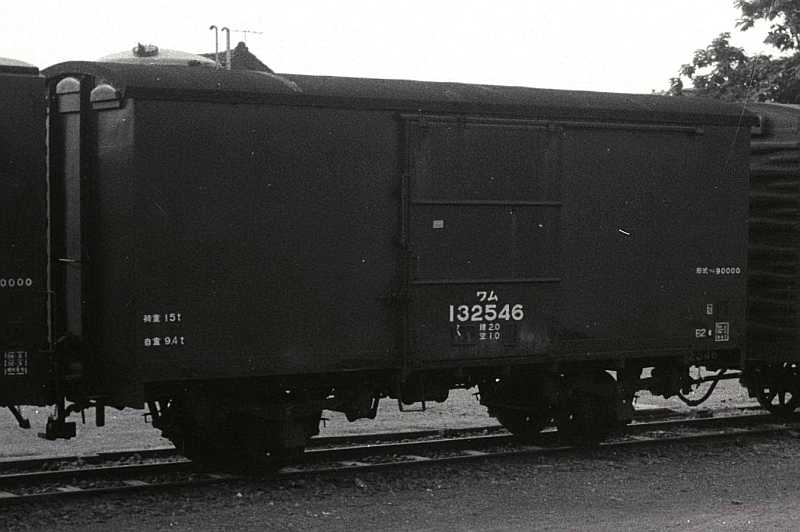
日本的類似車，國鐵WAMU90000型

本型車為1960年到1967年之間由臺鐵臺北機廠自行購料製作的一型兩軸篷車，也是臺灣鐵路史上最早運轉速度能到達每小時75公里的蓬車。本型車總共製造了630輛，2014年時僅存兩輛。本型車整體外型類似日本國鐵所使用過的ワム90000形兩軸篷車。

## 數據
- 型式：15C8000（15是載重），8000為型號
- 車號：15C8001到15C8630
- 輛數：630輛
- 皮重：9.8公噸
- 載重：15公噸
- 換算噸數：空車10噸、重車26噸
- 車長：7,850mm
- 車寬：2,762mm
- 車高：3,721mm
- 容積：
- 最高車速：每小時75公里

## 使用情況
與數量最多的15G8000型敞車一樣，本型車曾大量出現於臺鐵全省各大鐵路場站與貨運站中，但隨著臺鐵貨運業務逐漸萎縮而使本型車大量遭到報廢。
目前本型車尚存車輛多被改造為15EC8000型搶修蓬車與15ES8000型工程宿營車，用於存放搶修機具與工務人員休息之用，與15C8000型最大的差異在於部分車輛之車體會加註「機務搶修隊」、「搶修車」等字樣，或是裝有窗戶甚至塗有「虎斑紋警示色」等。
目前本型車與15EC8000型、15ES8000型仍在籍的車輛：
- 15C8000型：(共1輛)
  - 15C8517：閒置於南新竹分駐所後

- 15EC8000型：(共7輛)
  - 15EC8026：花蓮機務段搶修車
  - 15EC8108、15EC8288：彰化機務段搶修車，已停用等待除籍
  - 15EC8148：宜蘭機務段搶修車，已停用等待除籍
  - 15EC8411：七堵機務段搶修車，已停用等待除籍
  - 15EC8546：臺北機廠搶修車
  - 15EC8595：高雄機廠搶修車

- 15ES8000型：(共5輛)
  - 15ES8009、15ES8129、15ES8318、115ES8356、15ES8394

- 保存車輛：(共3輛)

15EC8074
原車號15C8074，曾作為高雄港機務分駐所搶修車，報廢後移至哈瑪星鐵道文化園區保存。
15ES8461
原車號15C8461，報廢後經標售由私人購入收藏中。
15ES8575
原車號15C8575，報廢後經國家鐵道博物館收購並納入館藏。
- 現存之報廢車輛：(共9輛)
  - 15ES8135、15ES8226、15ES8299、15ES8338、15ES8429、15ES8448、15ES8522、15ES8614、15ES8620

## 其他

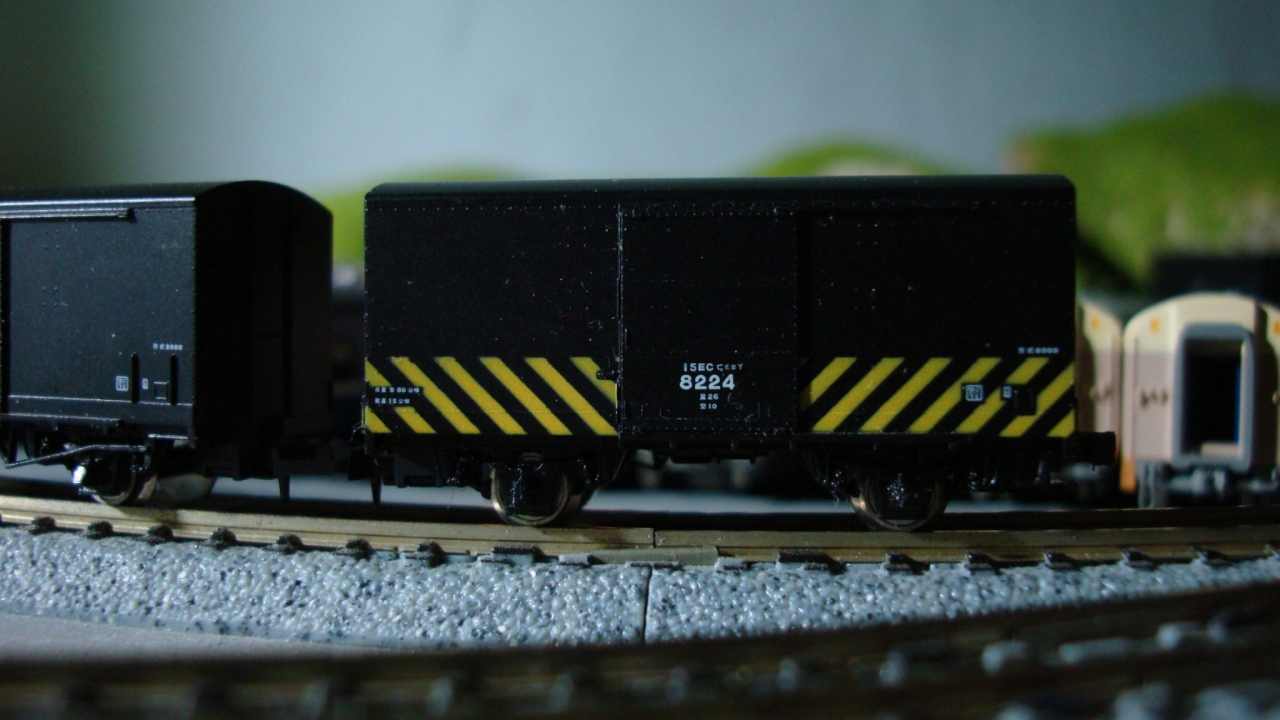
鐵支路所生產塗有「虎斑紋警示色」的15EC8000型搶修蓬車模型

本型車為臺鐵篷車中數量最多者，加上其為臺鐵二軸篷車的代表，因此也被臺灣著名的N軌鐵道模型廠商鐵支路模型有限公司選中，並連帶改造車15EC8000型推出了1/150的塑膠模型。這也是鐵支路到目前為止於臺鐵貨車中唯一的同外型不同塗裝同時發售的產品。

## 外部連結
- （繁體中文）台鐵15C8000型篷車介紹 （页面存档备份，存于） — Train Collection （页面存档备份，存于）
- （日語）8000形式15噸積篷車 （页面存档备份，存于） — 福田孝行の貨車ホームページ （页面存档备份，存于）
- （繁體中文）鐵支路模型有限公司 （页面存档备份，存于）